# Vierenbach
Der Vierenbach ist ein Bach, der nordöstlich von Vastorf im Landkreis Lüneburg entspringt und in Bienenbüttel als rechter Nebenfluss in die Ilmenau mündet. Zwischen dem Elbe-Seitenkanal und Bienenbüttel bildet der Bach mit seiner Niederung sowie einen Teil der Niederung des Hartgenbecks, der in den Vierenbach mündet, das gleichnamige Naturschutzgebiet.
Als Oikonym wird der Name erstmals 1341 („Campo Virle“) schriftlich erwähnt. Der Name leitet sich vom mittelniederdeutschen Wort vīrt „wilder Wald, Buschwald“ ab.

## Naturschutzgebiet
Das Naturschutzgebiet mit dem Kennzeichen NSG LÜ 268 ist circa 230 Hektar groß. Es ist Bestandteil des FFH-Gebietes „Ilmenau mit Nebenbächen“. Das Gebiet steht seit dem 30. Dezember 2004 unter Naturschutz. Zuständige untere Naturschutzbehörde ist der Landkreis Uelzen.
Das Naturschutzgebiet liegt nordöstlich von Bienenbüttel in der niedersächsischen Einheitsgemeinde Bienenbüttel im Landkreis Uelzen. Das Schutzgebiet wird überwiegend von feuchten Standorten geprägt. Neben Erlen- und Eschenfeuchtwäldern sind Birkenmoorwälder sowie feuchtes Grünland auf Niedermoor zu finden. Daneben kommen Feuchtgebüsche, Sümpfe, Röhrichte, Rieder und Hochstaudenfluren vor. An den Rändern der Niederungen, die von trockeneren Geesthängen umgeben sind, sind Eichen-Hainbuchen- und Eichen-Mischwälder zu finden.
Ziel der Unterschutzstellung des Gebietes ist die Erhaltung und Entwicklung der naturnahen, überwiegend beschatteten Bäche, u. a. als Lebensraum für Fischotter, Groppe und Bachneunauge, und der naturnahen Laubwälder sowie der anderen Lebensräume für feuchteliebende Pflanzen und Tiere.
Innerhalb des Naturschutzgebietes sind an mehreren Stellen Wildäcker angelegt. Teile der Flächen im Naturschutzgebiet werden landwirtschaftlich genutzt. Beim Ortsteil Niendorf der Einheitsgemeinde Bienenbüttel verläuft die Kreisstraße 42 durch das Naturschutzgebiet. Im Westen des Schutzgebietes verläuft ein Weg, der betreten werden darf.